# Femi Odukoya
Adeleke-Olufemi Odukoya (* 30. Januar 1977 in Kassel) ist ein ehemaliger deutscher Basketballspieler.

## Werdegang
Odukoya spielte im Nachwuchs des TSV Speyer und wurde Junioren-Nationalspieler. In der Saison 1995/96 stand der 1,92 Meter große Flügelspieler im Bundesliga-Aufgebot von Bayer 04 Leverkusen. Zum Gewinn des deutschen Meistertitels 1996 trug Odukoya in vier Bundesliga-Spielen im Durchschnitt 1,3 Punkte bei.
Von 1999 bis 2001 spielte er für die Hochschulmannschaft des Centenary College im US-Bundesstaat Louisiana. In den Spieljahren 1999/2000 und 2000/2001 war der Deutsche mit jeweils 5,9 Rebounds je Begegnung mannschaftsintern führend. In insgesamt 54 Einsätzen für die Hochschulmannschaft erreichte er einen Punktemittelwert von 3,9.